# Красный снег

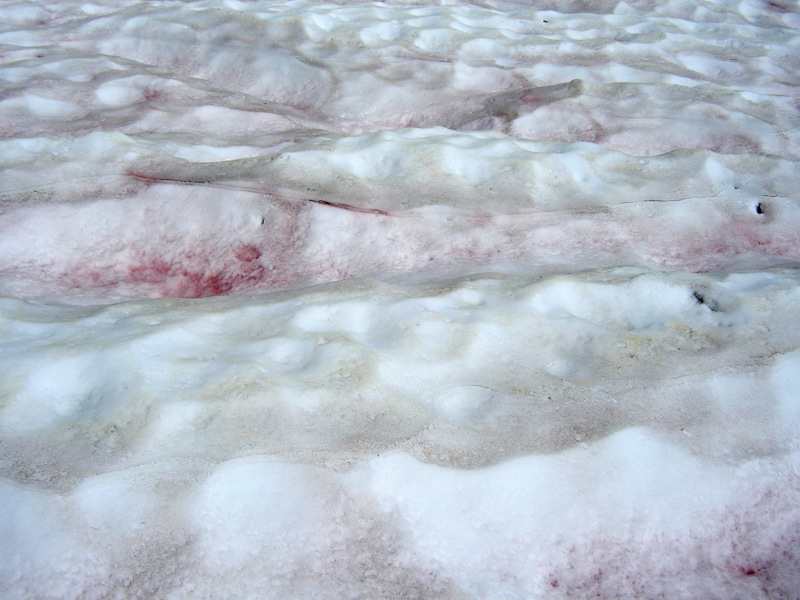
Красный снег

Красный снег — явление, наблюдаемое высоко в горах и в приполярных областях Земли. Необычная красноватая или розовая окраска снега обусловлена массовым размножением одного из видов водоросли хламидомонады (Chlamydomonas nivalis). Наряду с теплолюбивыми водорослями существуют и те, что предпочитают низкую температуру. Обитая, казалось бы, в неблагоприятных условиях, эти водоросли столь интенсивно размножаются, что своей массой окрашивают поверхность снега. В дополнение к зелёному пигменту хлорофиллу клетки этой водоросли содержат красный каротиноид астаксантин. 

## Источник
- Красный снег // БСЭ. — 2-е изд. — 1965. — Т. 23. — С. 278.